# 1908년 하계 올림픽 피겨스케이팅 여자 싱글
1908년 하계 올림픽 피겨스케이팅 여자 싱글은 1908년 하계 올림픽 피겨스케이팅 경기에서 채택된 4개 세부종목 중 하나이다. 각 선수당 3명까지 출전이 허용되었다.
강력한 경쟁상대였던 제니 허츠와 릴리 크론버거가 대회에 불참한 가운데 영국의 매지 사이언스가 손쉽게 금메달을 차지하였다.

## 경기 방식
각 선수는 일련의 필수 동작을 마쳐야 했다. 필수동작에서 획득할 수 있는 최대점수는 168점이었다. 동작의 종류는 총 6개로, 양방향으로 선보이는 동작이 5개, 한 방향인 동작이 1개였으므로 총 11개였다. 각 동작은 세 번씩 반복하였으며, 동작마다 0점에서 6점까지(0.5점 단위)의 점수를 부여한 뒤, 해당 동작의 난이도 계수를 곱해 점수를 매겼다.
이후 각 선수는 4분 동안의 프리 동작을 선보였으며 최대점수는 108점이었다. 채점기준은 (a) 내부구성 (난이도와 다양성), (b) 연기의 두가지 기준이 있었으며 각각 0점부터 6점까지의 점수를 부여했다. 이렇게 도출된 총점에 9를 곱하였다.
두 점수를 더한 최대 총점은 276점이었으며, 이 총점 순으로 심사위원단이 각 선수의 순위를 정하고, 그 순위를 참고하여 심사위원 중 과반수가 한 팀을 1위로 선정하면 그 팀이 우승하는 방식으로 최종순위를 정했다. 과반수가 없는 경우에는 각 심사위원단이 매긴 순위의 총점이 낮은 순으로 결정하였으며, 그럼에도 동점으로 나올 경우에는 심사위원이 매긴 점수의 총점으로 승부를 가렸다.

## 경기 결과
심사위원단은 매지 사이어스를 만장일치로 1위로 선정하고 금메달을 수여했다. 2위에는 심사위원 과반수 (5명 중 4명)로부터 2위로 선정된 렌트슈미트가 은메달을 차지하였다. 그린하우스미스는 2위와 함께 과반수(5명 중 3명)로부터 3등을 받아 동메달을 획득했다.
스웨덴의 엘나 몬트고메뤼 선수가 심사위원 5명 중 4명으로부터 4위로 평가되어 그대로 4위를 차지했다. 마지막으로 영국의 그웬돌린 리세트 선수가 심사위원 가운데 1명만 3위, 나머지 4명은 5위로 평가받아 최하위를 차지했다.
| 순위 | 선수                  | 국가   | 점수 (순위) | 점수 (순위) | 점수 (순위) | 점수 (순위) | 점수 (순위) | 평균점수 | 필수 | 프리 | 순위총점 |
| 순위 | 선수                  | 국가   | HF          | EH          | GH          | GS          | HW          | 평균점수 | 필수 | 프리 | 순위총점 |
| ---- | --------------------- | ------ | ----------- | ----------- | ----------- | ----------- | ----------- | -------- | ---- | ---- | -------- |
| 1    | 매지 사이어스         | 영국   | 225.5 (1)   | 236 (1)     | 266.5 (1)   | 262 (1)     | 242.5 (1)   | 252.5    | 1    | 1    | 5        |
| 2    | 엘사 렌트슈미트       | 독일   | 201.5 (3)   | 211 (2)     | 211 (2)     | 211.5 (2)   | 220 (2)     | 211.0    | 2    | 2    | 11       |
| 3    | 도로시 그린하우스미스 | 영국   | 210 (2)     | 206.5 (3)   | 182 (4)     | 180.5 (3)   | 181.5 (3)   | 192.1    | 3    | 3    | 15       |
| 4    | 엘나 몬트고메뤼       | 스웨덴 | 167.5 (4)   | 166.5 (4)   | 174.5 (5)   | 170 (4)     | 173 (4)     | 170.3    | 4    | 5    | 21       |
| 5    | 그웬돌린 리세트       | 영국   | 164 (5)     | 152 (5)     | 187.5 (3)   | 160 (5)     | 156.5 (5)   | 164.0    | 5    | 4    | 23       |

심판
- 허버트 G. 폴러

심사위원
- 해리 D. 페이스
- 에드바르드 횔레
- 구스타프 휘겔
- 게오르크 산데르스
- 헤르만 벤트